# Londons pendlerbælte
Londons pendlerbælte (engelsk London Commuter Belt, også kendt som London Metropolitan Area) er et navn på området omkring Greater London. 
Grænserne for bæltet er ikke fastsat, og eftersom rejsetiden bliver kortere og kommunikationsmidler forbedres er det blevet muligt at pendle fra et større område. Pendlerbæltet dækker pr. 2006 store dele af South East England og en del af East of England, herunder grevskaberne Kent, Surrey, Berkshire, Buckinghamshire, Hertfordshire og Essex. Området havde ved folketællingen i 2001 13.945.000 indbyggere.